# NGC 269
NGC 269 est un amas ouvert dans le Petit Nuage de Magellan (PNM) situé dans la constellation du Toucan. NGC 269 a été découvert par l'astronome britannique John Herschel en 1836.
Il est à peu près à la même distance de nous que le PNM, soit 199 000 années-lumière.